# Делитель напряжения
Дели́тель напряже́ния — устройство, в котором входное {\displaystyle U_{\text{in}}} и выходное {\displaystyle U_{\text{out}}} напряжение связаны коэффициентом передачи {\displaystyle 0\leqslant a\leqslant 1}: {\displaystyle U_{\text{out}}=a\cdot U_{\text{in}}}.
Делитель напряжения можно представить как два последовательных участка цепи, называемые плечами, сумма напряжений на которых равна входному напряжению. Плечо между нулевым потенциалом и средней точкой называют нижним (с него обычно снимается выходное напряжение делителя), а другое — верхним. Различают линейные и нелинейные делители напряжения. В линейных выходное напряжение изменяется по линейному закону в зависимости от входного. Такие делители используются для задания потенциалов и рабочих напряжений в различных точках электронных схем. В нелинейных делителях выходное напряжение зависит от коэффициента {\displaystyle a} нелинейно. Нелинейные делители напряжения применяются в функциональных потенциометрах. Сопротивление может быть как активным, так и реактивным, а также и вовсе нелинейным, как, например, в параметрическом стабилизаторе напряжения.

## Резистивный делитель напряжения

Схема простейшего резистивного делителя напряжения

Простейший резистивный делитель напряжения представляет собой два последовательно включённых резистора {\displaystyle R_{1}} и {\displaystyle R_{2}}, подключённых к источнику напряжения {\displaystyle U}. Поскольку резисторы соединены последовательно, то ток через них будет одинаков в соответствии с первым правилом Кирхгофа. Падение напряжения на каждом резисторе согласно закону Ома будет пропорционально сопротивлению (ток, как было установлено ранее, одинаков):
{\displaystyle U=IR.}
Для каждого резистора имеем:
{\displaystyle \left\{{\begin{array}{l l}U_{1}=IR_{1}\\U_{2}=IR_{2}.\end{array}}\right.}
Сложив выражения, получаем:
{\displaystyle U_{1}+U_{2}=I(R_{1}+R_{2}).}
Далее:
{\displaystyle I={\frac {U_{1}+U_{2}}{R_{1}+R_{2}}}={\frac {U}{R_{1}+R_{2}}}.}
Из этого следует:
{\displaystyle \left\{{\begin{array}{l l}U_{1}=IR_{1}=U{\frac {R_{1}}{R_{1}+R_{2}}}\\U_{2}=IR_{2}=U{\frac {R_{2}}{R_{1}+R_{2}}}.\end{array}}\right.}
Следует обратить внимание, что сопротивление нагрузки делителя напряжения должно быть много больше собственного сопротивления делителя, так, чтобы в расчетах этим сопротивлением, включенным параллельно {\displaystyle R_{2}}, можно было бы пренебречь. Для выбора конкретных значений сопротивлений на практике, как правило, достаточно следовать следующему алгоритму:
1. Определить величину тока делителя, работающего при отключенной нагрузке. Этот ток должен быть значительно больше тока, потребляемого нагрузкой (обычно принимают превышение от 10 раз по величине), но, однако, при этом указанный ток не должен создавать излишнюю нагрузку на источник напряжения {\displaystyle U}.
2. Исходя из величины тока, по закону Ома определяют значение суммарного сопротивления {\displaystyle R=R_{1}+R_{2}}.
3. Выбрать конкретные значения сопротивлений из стандартного ряда, отношение величин которых близко́ к требуемому отношению напряжений, а сумма величин близка к расчетному сопротивлению {\displaystyle R}.

При расчете реального делителя необходимо учитывать температурный коэффициент сопротивления, допуски на номинальные значения сопротивлений, диапазон изменения входного напряжения и возможные изменения свойств нагрузки делителя, а также максимальную рассеиваемую мощность резисторов — она должна превышать выделяемую на них мощность.

## Применение
Делитель напряжения имеет важное значение в схемотехнике. В качестве реактивного делителя напряжения как пример можно привести простейший электрический фильтр, а в качестве нелинейного — параметрический стабилизатор напряжения.
Делители напряжения использовались как электромеханическое запоминающее устройство в АВМ. В таких устройствах запоминаемым величинам соответствуют углы поворота реостатов. Подобные устройства могут неограниченное время хранить информацию.

### Цепи обратной связи в усилителях
С помощью резистивного делителя напряжения в цепи обратной связи задаётся коэффициент усиления каскада на ОУ.

### Простейшие электрические фильтры
RC, LC, RL-цепи, представляющие собой примеры простейших электрических фильтров, могут рассматриваться как частотно-зависимые делители напряжения, в которых в соответствующих плечах используются реактивные элементы.

### Усилитель напряжения
Делитель напряжения может использоваться для усиления входного напряжения — это возможно, если {\displaystyle |R_{2}|\geqslant |R_{1}|}, а {\displaystyle R_{1}} — отрицательно, например как на участке вольт-амперной характеристики туннельного диода.

### Параметрический стабилизатор напряжения
Делитель напряжения может использоваться для стабилизации входного напряжения — это возможно, если в качестве нижнего плеча делителя использовать стабилитрон.

## Ограничения в применении резистивных делителей напряжения
Для обеспечения приемлемой точности работы делителя требуется проектировать его таким образом, чтобы величина тока, протекающего через цепи делителя, была не менее чем в 10 раз больше, нежели ток, протекающий через нагрузку. Увеличение этого соотношения до ×100, ×1000 и более при прочих равных условиях пропорционально повышает точность работы делителя. Таким же образом, вообще говоря, должны соотноситься и величины сопротивлений делителя и нагрузки. Нетрудно видеть, что идеальным (с точки зрения КПД) режимом работы делителя, является режим т. н. холостого хода, то есть режим работы при отключенной нагрузке, когда её свойствами можно пренебречь. Увеличение тока нагрузки приводит к существенному падению КПД делителя, из-за того, что существенная часть мощности тратится на нагрев резисторов делителя. Вот почему резистивный делитель напряжения нельзя использовать для подключения мощных электрических приборов: электрические машины, нагревательные элементы. Для решения этой задачи используют другие схемотехнические решения, в частности применяют стабилизаторы напряжения. Если же не требуется большой мощности, но требуется исключительно высокая точность поддержания величины выходного напряжения, то используют разнообразные источники опорного напряжения.